# Non expedit

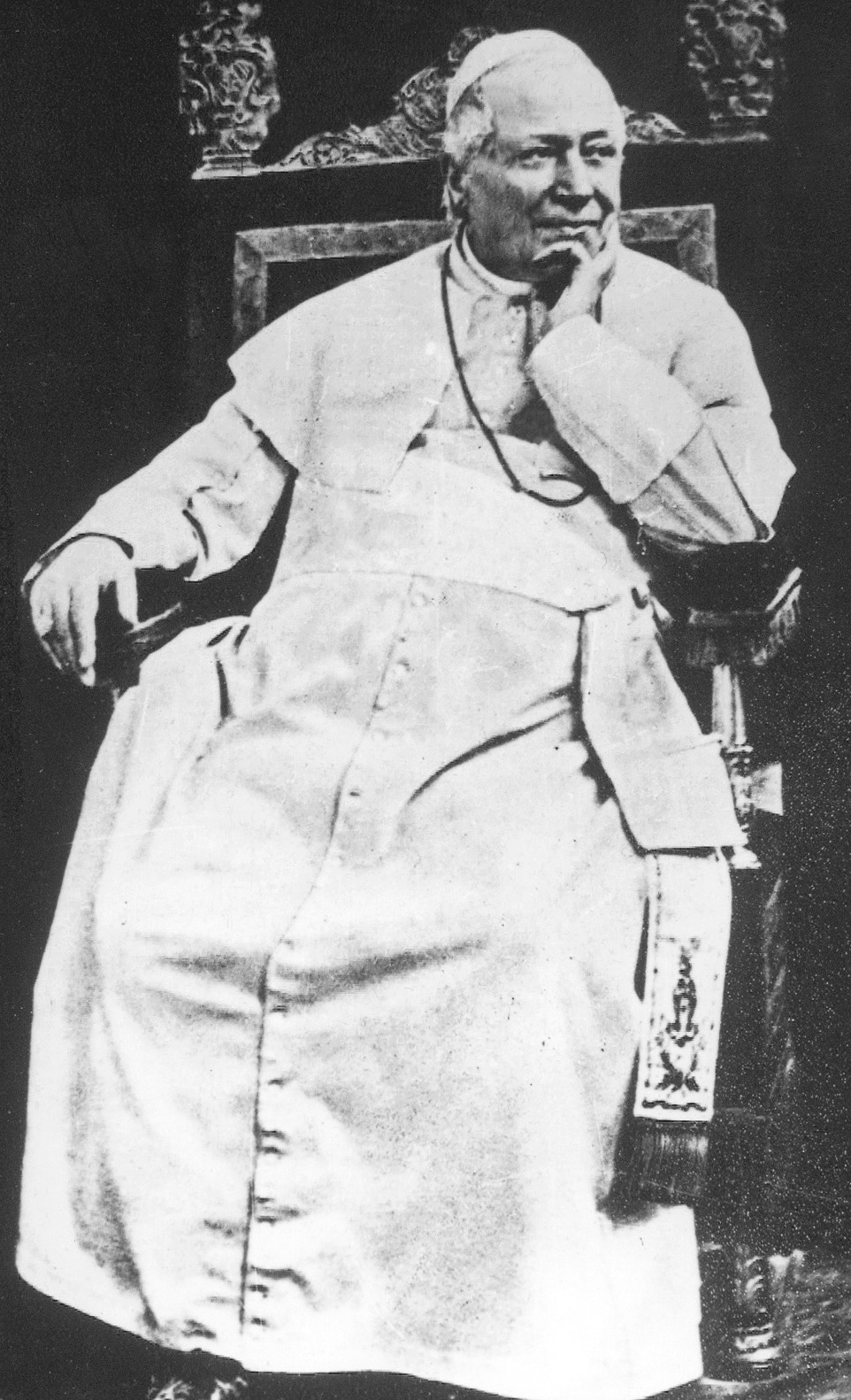
Papa Pio IX utilizzò la disposizione del non expedit in più occasioni

Non expedit (AFI: /nɔn ˈɛkspedit/; in italiano: «non giova, non conviene») è una disposizione della Santa Sede con la quale si dichiarò inaccettabile che i cattolici italiani partecipassero alle elezioni politiche del Regno d'Italia e, per estensione, alla vita politica nazionale italiana, sebbene tale divieto non fosse esteso alle elezioni amministrative. La disposizione fu revocata di fatto da papa Benedetto XV, il quale nel 1919 permise ai cattolici di aderire al Partito Popolare Italiano, fondato da don Luigi Sturzo nello stesso anno.
L'espressione non expedit venne utilizzata per la prima volta dalla Congregazione per gli affari ecclesiastici straordinari il 30 gennaio 1868.

## Storia
Nel 1861 si tennero le prime elezioni politiche del Regno d'Italia. L'autorità ecclesiastica non impose né sconsigliò ufficialmente l'astensionismo, tuttavia don Giacomo Margotti, direttore del quotidiano d'ispirazione cattolica L'Armonia, si pronunciò apertamente per l'astensione dell'elettorato cattolico firmando l'editoriale "Né eletti né elettori", pubblicato il 7 gennaio 1861.
Negli anni successivi si succedettero diversi pronunciamenti ufficiali di vari organismi vaticani a favore dell'astensionismo. In giugno e settembre del 1864 e nel febbraio e marzo del 1865 la Sacra Penitenzieria, il primo dei tribunali della Curia romana, aveva risposto negativamente ad alcune istanze che chiedevano delucidazioni circa il comportamento dei cattolici nelle elezioni. Faceva eccezione l'intervento del 1º dicembre 1866, con il quale il dicastero romano affermava che un deputato cattolico poteva accettare l'incarico parlamentare “a condizione di dichiarare pubblicamente la sua intenzione di non approvare mai leggi contrarie alla Chiesa”. Questa dichiarazione fu interpretata in modi diversi e suscitò ulteriori divergenze, cosa che provocò il primo intervento ufficiale del gennaio 1868:
- il 30 gennaio 1868, per iniziativa dei vescovi piemontesi, che chiedevano se fosse lecito per i cattolici partecipare alle elezioni politiche, la Sacra Congregazione per gli Affari Ecclesiastici Straordinari rispose con il non expedit, ossia "non è conveniente", linea di condotta che venne successivamente confermata;
- il 9 novembre 1870, ossia dopo la Presa di Roma e in concomitanza con le elezioni politiche del 5 dicembre, la Sacra Penitenzieria si espresse allo stesso modo[8];
- ancora la Sacra Penitenzieria ribadì il non expedit in una comunicazione ai vescovi italiani il 10 settembre 1874, con la quale stabilì una sanzione per chi avrebbe partecipato alle elezioni;[9]
- papa Pio IX espresse lo stesso concetto diverse volte[10]: il 18 giugno 1874 in un discorso alle Opere Cattoliche; l'11 ottobre 1874 in un discorso alle donne cattoliche del circolo romano di Santa Melania; il 21 dicembre 1874 in un'allocuzione al Collegio dei Cardinali; il 25 novembre 1876 in un breve apostolico inviato al Congresso Cattolico di Bologna; il 29 gennaio 1877 in un breve inviato al Presidente della Gioventù Cattolica;
- l'intervento più decisivo fu quello del Sant'Uffizio, nel luglio del 1886, durante il pontificato di Leone XIII, che si espresse con la formula: non expedit prohibitionem importat ("la non convenienza implica il divieto").

Il divieto di partecipare alla vita politica italiana fu un segno di protesta per la mancata indipendenza della Santa Sede. La sovranità temporale del Pontefice era stata persa grazie all'unificazione del Paese sotto il Regno d'Italia. Così Pio IX si espresse nel suo intervento dell'11 ottobre 1874:
(Martina 1990, p. 275)
I pontificati di Pio X, di Benedetto XV e di Pio XI (che coprirono i primi tre decenni del XX secolo) furono segnati da una fase di distensione e di graduale riavvicinamento alle istituzioni del Regno d'Italia. Infatti, in risposta alle affermazioni elettorali dei socialisti, i cattolici si allearono con i liberali moderati, guidati da Giovanni Giolitti, in molte elezioni amministrative. Segno di questi mutamenti fu l'enciclica di Pio X Il fermo proposito (1904). In vista delle elezioni politiche del novembre di quell'anno il pontefice autorizzò per la prima volta i cattolici a prendervi parte. Il papa, benché conservasse il non expedit, consentì tuttavia larghe eccezioni alla sua applicazione, che poi si moltiplicarono: vari cattolici entrarono così in Parlamento, anche se a titolo personale.
Nel 1913 si ebbe, grazie al patto Gentiloni, la vittoria del clerico-moderatismo, passato dal piano amministrativo a quello politico. I cattolici fecero confluire i loro voti sui candidati liberali che avevano aderito ad alcuni punti programmatici (libertà della scuola, opposizione al divorzio, ecc.); a loro volta i liberali si impegnarono ad appoggiare qualche candidato cattolico.
Nel 1919 papa Benedetto XV abrogò definitivamente e ufficialmente il non expedit, già inapplicato da tempo. Ciò permise la nascita del Partito Popolare Italiano, vagheggiato già nel 1905 da don Luigi Sturzo come partito d'ispirazione cattolica, ma indipendente dalla gerarchia nelle sue scelte politiche.

## Citazioni nelle arti
Il Non expedit viene citato nella sesta puntata della serie televisiva The Young Pope, dove il giovane papa, interpretato da Jude Law, si rivolge al Presidente del Consiglio italiano, interpretato da Stefano Accorsi, come "minaccia" in seguito al non accoglimento delle sue richieste.